# Abdellatif Laabi
Abdellatif Laabi (in arabo عبد اللطيف اللعبي‎?; Fès, 1942) è un poeta, scrittore e attivista marocchino.

## Biografia
Abdellatif Laabi nacque a Fès nel 1942. Studiò letteratura francese all'Università Mohammed V di Rabat. All'università lanciò iniziative teatrali e insegnò lingua francese in un liceo di Rabat. Nel 1966 fondò la rivista Souffles insieme a Tahar Ben Jelloun e Mohammed Khaïr-Eddine, che ottenne un importante successo tra gli attivisti della sinistra marocchina. In seguito alle proteste del 1965 si unì al Partito della Liberazione e del Socialismo e successivamente a Ila al-Amam. Venne arrestato nel gennaio 1972. Venne incarcerato fino al 1980 e in seguito al suo rilascio emigrò in Francia dove sviluppò la sua produzione letteraria, vincendo il premio Goncourt nel 2009. Nel 2013 fece scalpore una sua dichiarazione, espressa in occasione di un'intervista, nella quale rivendicò il diritto di essere sepolto in Marocco con un funerale laico.